# Beckeropsis
Beckeropsis is een geslacht uit de grassenfamilie (Poaceae). De soorten van dit geslacht komen voor in Afrika.

## Soorten
- Beckeropsis laxior Clayton